# بران برکت یافته

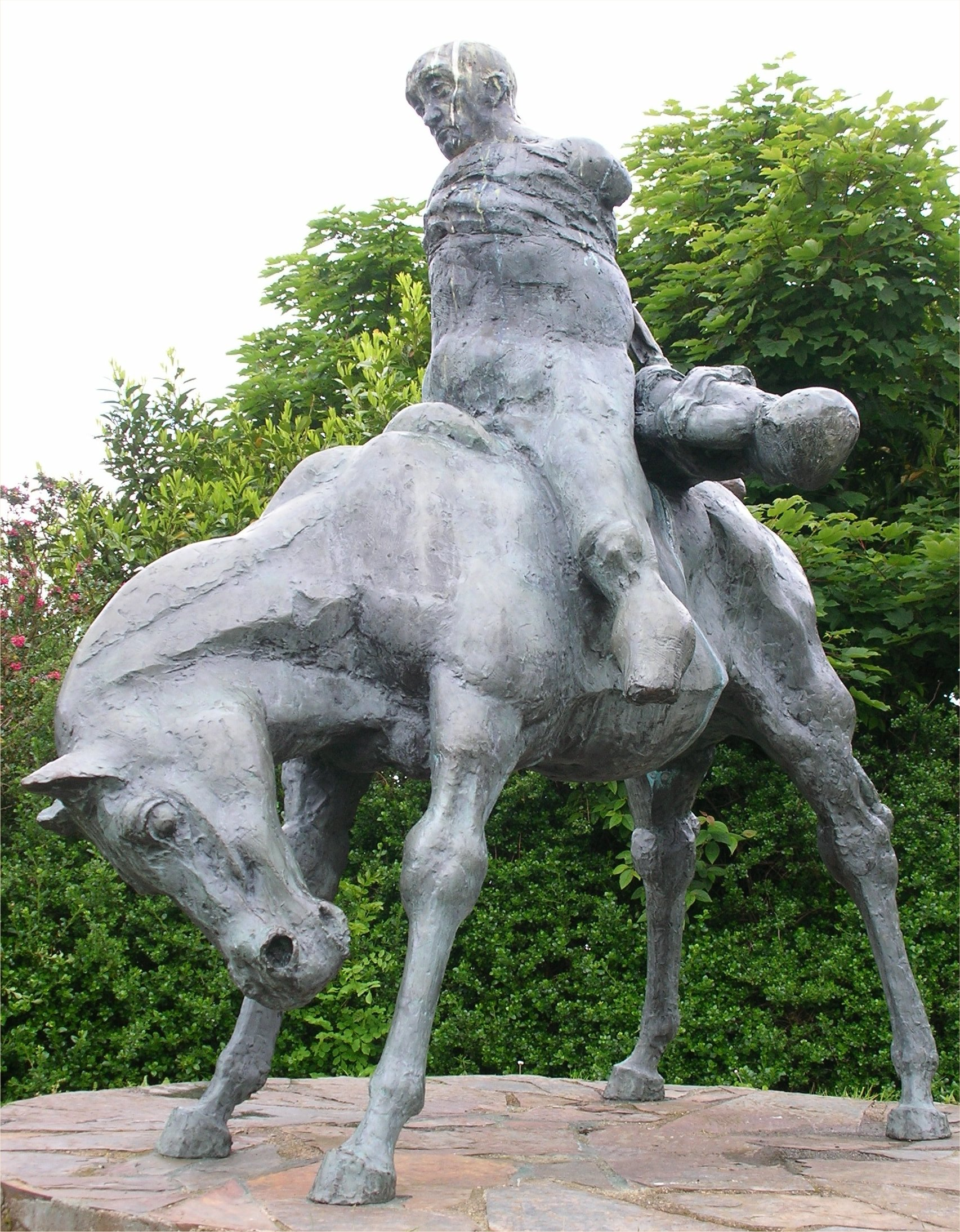
مجسمه هارلخ دو پادشاه

بران برکت یافته یا بندیجید وران یا بران اب لیر (بران پسر لیر) یکی از قهرمانان اسطوره‌ای ولز می‌باشد. شرح زندگی او در دفتر سوم کتاب مابینوگیون آمده است. هنگامی که ماتولوخ پادشاه ایرلند, برانون خواهر بران را به همسری می‌گیرد, با او بدرفتاری می‌کند. بران برای نجات خواهرش از ولز به ایرلند می‌رود. او به قدری عظیم الجثه است که دریای میان بریتانیا و ایرلند را راه می‌رود و خواهر خود را نجات می‌دهد. بران در یکی از جنگ‌هایش زخم مهلکی بر می‌دارد و دستور می‌دهد سرش را جدا کنند. سر جادویی او حتی بعد از جدا شدن, سخن می‌گوید. در نهایت سر او را منطقه وایت هیل در کنار برج لندن امروزی دفن می‌کنند. سر بران جزیره را در برابر تهاجم بیگانگان حفظ می‌کند اما شاه آرتور با بی احتیاطی سر بران را خارج می‌کند و در نتیجه بعد از آن آنگلوساکسون‌ها به جزیره بریتانیا حمله می‌کنند.